# Mariä Himmelfahrt (Dachau)

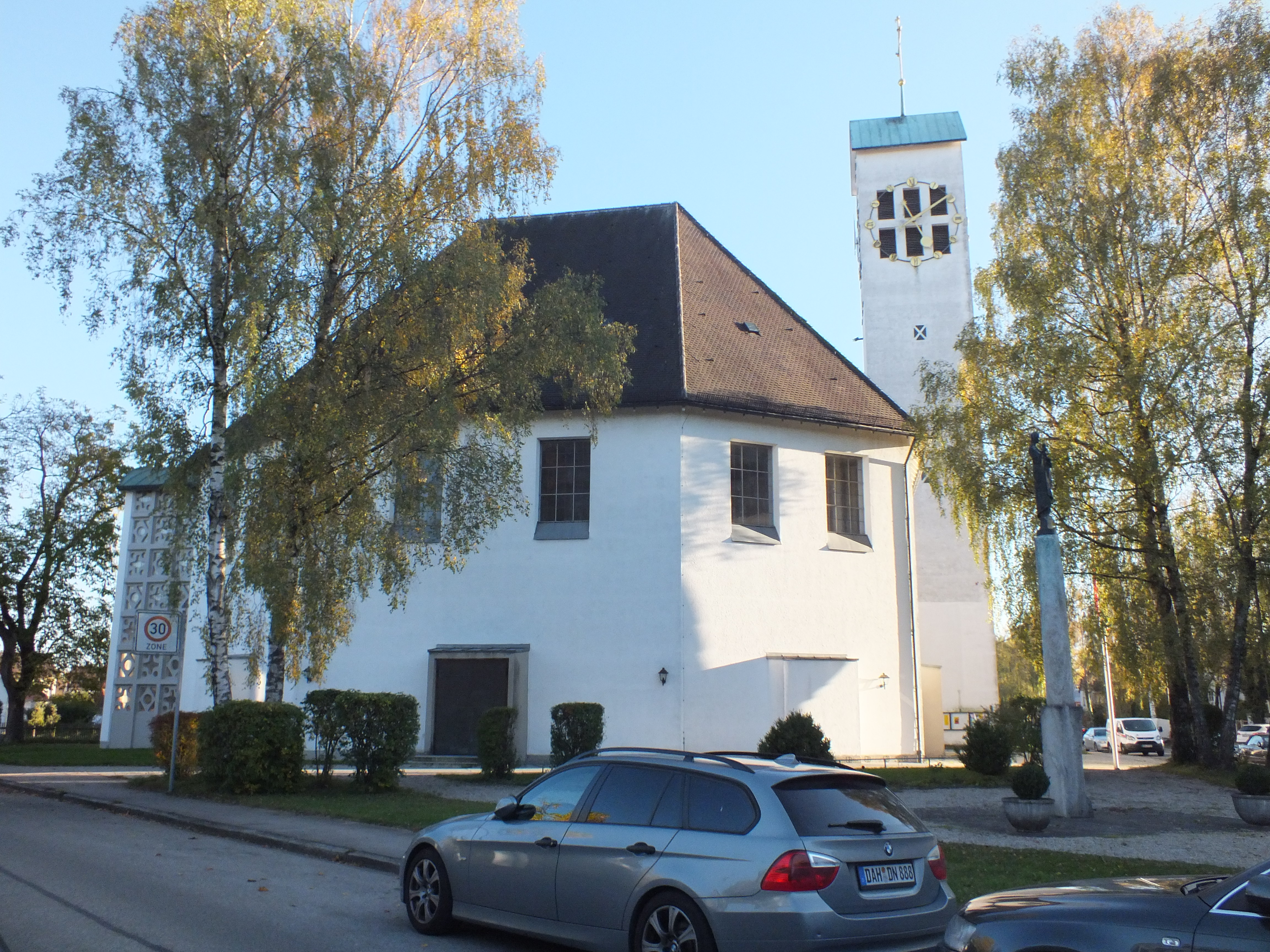
Pfarrkirche Mariä Himmelfahrt in Dachau

Die Kirche Mariä Himmelfahrt ist eine römisch-katholische Pfarrkirche in Dachau-Süd. Die Kirche gehört zum Dekanat Dachau im Erzbistum München und Freising.

## Bauwerk
Die Kirche wurde in den Jahren von 1954 bis 1956 nach Plänen des Münchner Architekten Friedrich Ferdinand Haindl erbaut und steht seit 1996 unter Denkmalschutz.
Das Kirchenschiff mit Steildach hat einen achteckigen Grundriss mit Sitzplätzen für etwa 500 Personen. Vorgelagert ist die Apsis. Die Fenster sind überwiegend mit Beton-Glas-Elementen gestaltet. Der Innenraum zeigt überwiegend weiße Wandflächen. Die Gewölbeflächen wurden vom Kirchenmaler Richard Huber (Dachau) bemalt, der auch die Marienfigur des Bildhauers Franz Lorch (München) in der Apsis farbig gestaltete.

## Ausstattung

### Orgel

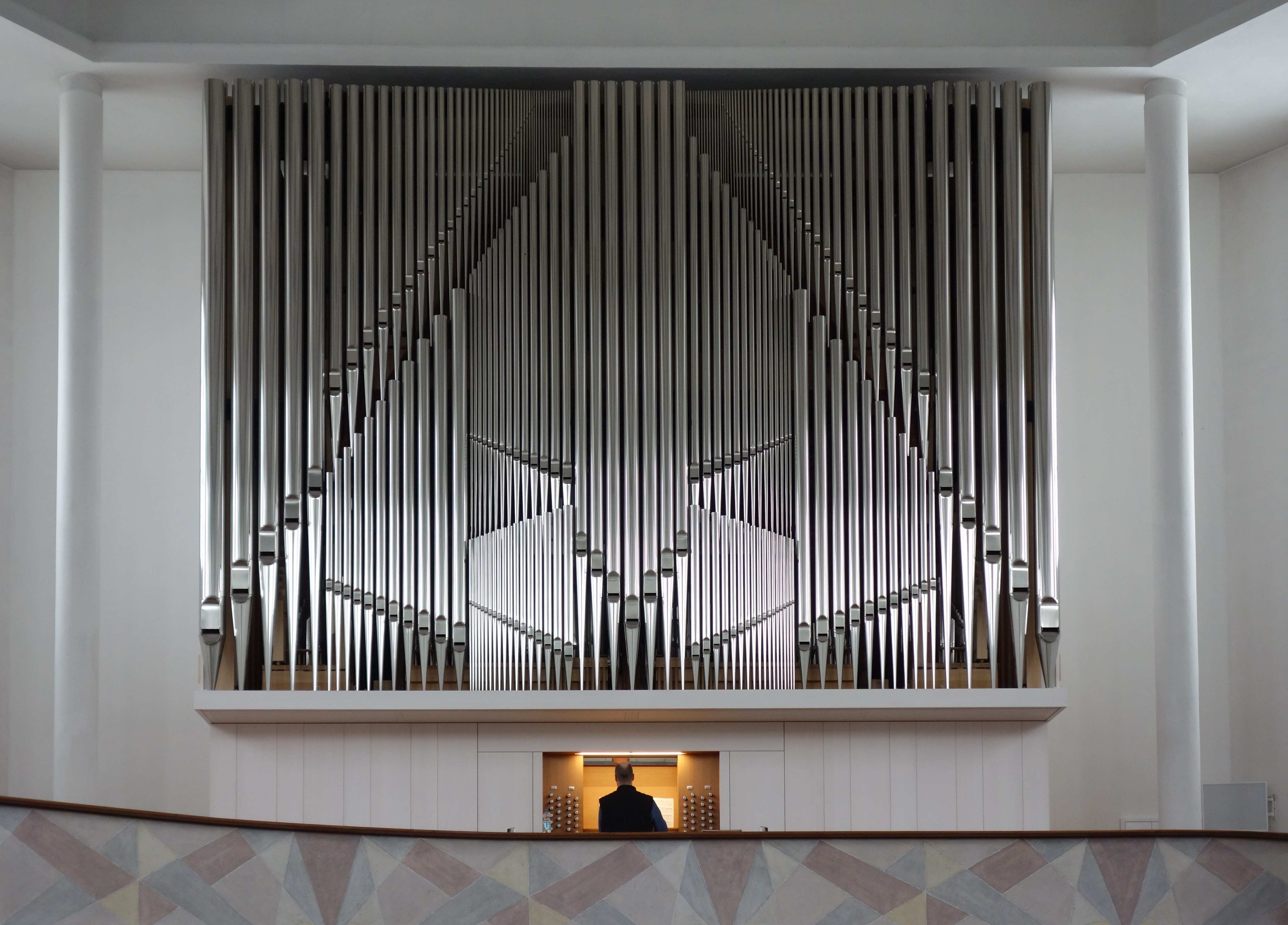
Kaps-Orgel

Bis 2013 stand in der Kirche eine Orgel von dem Orgelbauer Anton Staller aus dem Jahr 1959, die aufgrund des nachkriegsbedingt schlechten Materials nicht mehr spielbar war. 2015 wurde eine neue Orgel eingeweiht. Das Instrument wurde von den Orgelbauern Christoph und Matthias Kaps gebaut. Es hat 41 Register auf drei Manualen und Pedal. Die Spieltrakturen sind mechanisch, die Registertrakturen elektrisch.
| I Hauptwerk C–g3 |              |       |
| 1.               | Bourdon      | 16′   |
| 2.               | Prinzipal    | 8′    |
| 3.               | Gamba        | 8′    |
| 4.               | Gedeckt      | 8′    |
| 5.               | Soloflöte    | 8′    |
| 6.               | Octave       | 4′    |
| 7.               | Nachthorn    | 4′    |
| 8.               | Quinte       | 2 ⁄3′ |
| 9.               | Superoktav   | 2′    |
| 10.              | Mixtur IV    | 2′    |
| 11.              | Cornett IV   | 4′    |
| 12.              | Trompete     | 8′    |
|                  | Glockenspiel |       |
|                  | Cymbelstern  |       |

| II Positiv C–g3 |              |       |
| 13.             | Rohrflöte    | 8′    |
| 14.             | Quintade     | 8′    |
| 15.             | Principal    | 4′    |
| 16.             | Holzflöte    | 4′    |
| 17.             | Sesquialter  | 2 ⁄3′ |
| 18.             | Doublette    | 2′    |
| 19.             | Sifflöte     | 1 ⁄3′ |
| 20.             | Scharff      | 1 ⁄3′ |
| 21.             | Dulcian      | 8′    |
|                 | Tremulant    |       |
|                 | Glockenspiel |       |

| III Schwellwerk C–g3 |                 |        |
| 22.                  | Geigenprinzipal | 8′     |
| 23.                  | Hohlflöte       | 8′     |
| 24.                  | Salicional      | 8′     |
| 25.                  | Schwebung       | 8′     |
| 26.                  | Fugara          | 4′     |
| 27.                  | Traversflöte    | 4′     |
| 28.                  | Nasard          | 2 ⁄3′  |
| 29.                  | Flöte           | 2′     |
| 30.                  | Terz            | 1 3⁄5′ |
| 31.                  | Mixtur IV       | 2 ⁄3′  |
| 32.                  | Trompette harm. | 8′     |
| 33.                  | Oboe            | 8′     |
|                      | Tremulant       |        |

| Pedalwerk C–f1 |               |     |
| 34.            | Untersatz     | 32′ |
| 35.            | Prinzipalbass | 16′ |
| 36.            | Subbass       | 16′ |
| 37.            | Octavbass     | 8′  |
| 38.            | Gedecktbass   | 8′  |
| 39.            | Choralbass    | 4′  |
| 40.            | Bombarde      | 16′ |
| 41.            | Trompete      | 8′  |

- Koppeln: II/I, III/I (auch als Suboktavkoppel), III/II (auch als Suboktavkoppel), III/III (Sub- und Superoktavkoppeln), I/P, II/P, III/P (auch als Superoktavkoppel)

### Glocken
Im Kirchturm der Pfarrkirche Mariä Himmelfahrt hängen sechs Bronze-Glocken, die in den Jahren 1958 und 1963 von der Glockengießerei Perner gegossen wurden.
| Nr. | Name                     | Gussjahr | Gewicht (kg) | Durchmesser (cm) | Nominal | Aufschrift |
| --- | ------------------------ | -------- | ------------ | ---------------- | ------- | --- |
| 1   | Heiliggeist (Festglocke) | 1963     | 2.900        | 167,5            | h0      | Ich lege meinen Geist in euch, damit ihr zum Leben erwachet.                                                       |
| 2   | Marien                   | 1958     | 1.750        | 141,5            | d1      | Patronin voller Güte, uns alle Zeit behüte.                                                                        |
| 3   | Hedwig (Angelusglocke)   | 1958     | 900          | 113              | fis1    | Herr, du bist meine Zuflucht in den Tagen der Trübsal. (Bezug zu den vielen heimatvertriebenen Pfarreiangehörigen) |
| 4   | Josef (Wandlungsglocke)  | 1958     | 600          | 94               | a1      | Unser Händewerk lass gelingen, o Herr.                                                                             |
| 5   | Herz-Jesu (Totenglocke)  | 1958     | 400          | 84               | h1      | Ihr werdet Ruhe finden für eure Seelen.                                                                            |
| 6   | Schutzengel (Taufglocke) | 1958     | 300          | 871              | d2      | Begleite uns auf allen Wegen.                                                                                      |